# تأثير هول الكمي

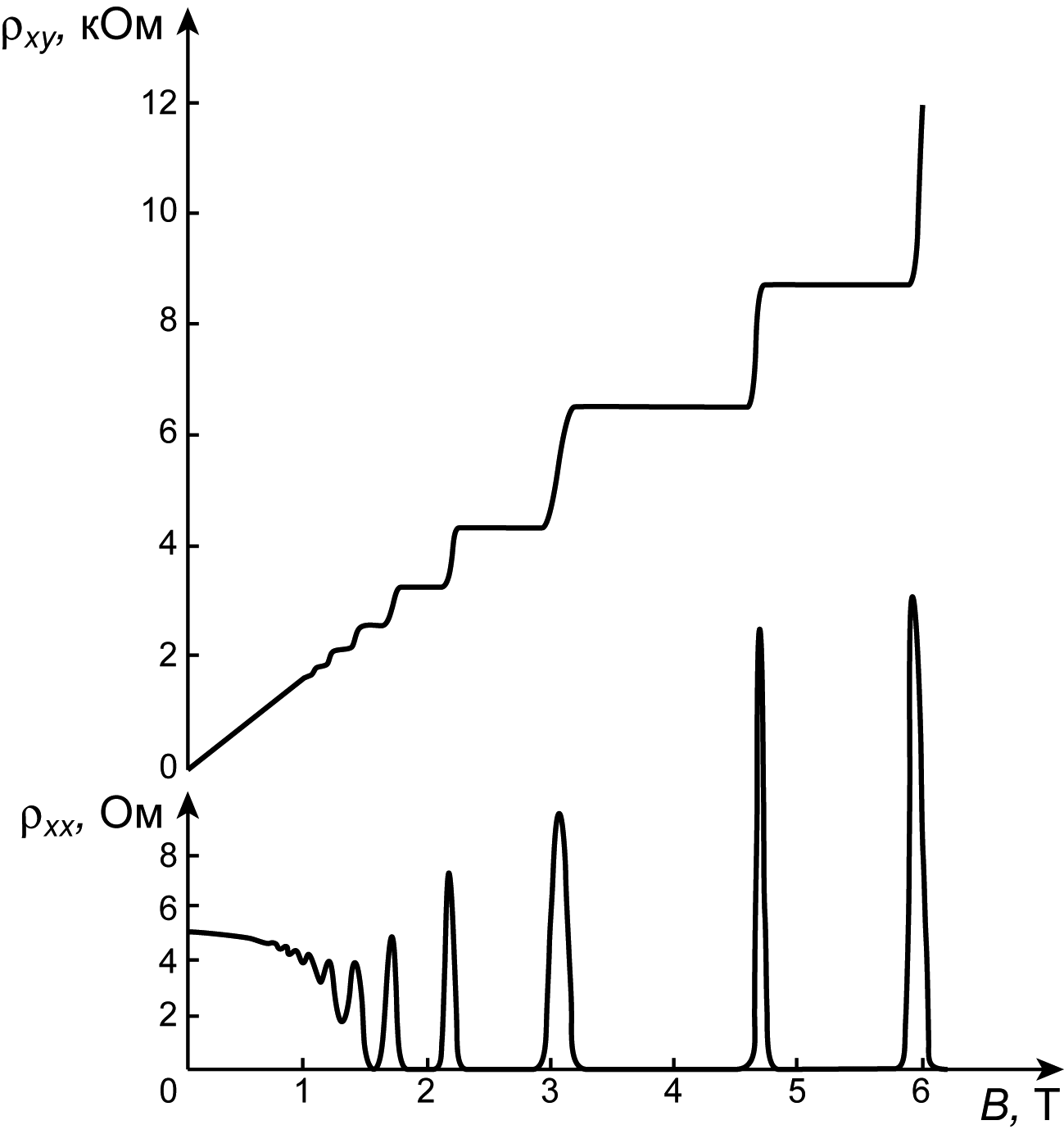

تأثير هول الكمي هي ظاهرة مشتقة من تأثير هول الكلاسيكي والتي تقول أنه إذا وقع مجال مغناطيسي على موصل فإن جهد كهربائي يتكون بين طرفي الموصل وبالتالي يسري تيار في الموصل. أما التأثير الكمي لهذه الظاهرة فهو يحدث عند تعرض الموصل الموضوع في درجة حرارة منخفضة جدا تقارب الصفر كلفن إلى مجال مغناطيسي قوي جدا.
في هذه الحالة فإن المقاومة في الموصل الناتجة من قسمة الجهد المتكون أو جهد هول على التيار لا يتغير بشكل خطي فقط وإنما يتغير بكميات محددة مقدارها حسب ثابت فون كليتزينغ:
```
كيلو اوم

  

    

      

        

          
R

          

            
k

          

        

        
=

        
25

        
,

        
812807

      

    

    
{\displaystyle R_{k}=25,812807}

  

```

## التأثير
إن حالات تأثير هول الكمي الجزئية هي نوع من حالات هول الكمومية والتي تحدث عند تعريض معدن لحقل مغناطيسي. من الناحية الكلاسيكية، تتغير موصلية هول (σxy) -والتي تعرف بأنها نسبة التيار الكهربائي إلى الجهد المستحث- بسلاسة كلما زادت شدة المجال.
ولكن في الأنظمة ثنائية الأبعاد عالية الجودة مثل آبار أرسينيد الجاليوم الكمومية أو الجرافين، فإن موصلية هول مكماة وتعطى قيمها بالعلاقة σxy = νe2 ∕ h ، مع العلم أن e: شحنة الإلكترون، h: ثابت بلانك، و ν: عدد حقيقي.
حالات هول الكمومية تولد شبه جسيمات (كيانات لها خصائص الجسيمات كالكتلة و..، ولكن لا يمكنها أن تتواجد كجسيمات حرة) تدعى بالأنيونات (Anyons) ليس لها نظير في النموذج المعياري. بشكل مخالف للبديهة تتصرف الأنيونات مثل إلكترونات -والتي نعلم أنها غير قابلة للتجزئة- مجزأة.
على نحو أكثر دقةً، يمكن أن تحمل الأنيونات جزءًا من شحنة الإلكترون وتظهر أشكالًا غريبةً من إحصاءات تبادل الكم تختلف اختلافًا لافتًا عن تلك الخاصة بـ البوزونات والفرميونات الاعتيادية. في الحالات غير الأبيلية، تملي إحصائيات التبادل أن تبديل أزواج الأنيونات يمكن أن يعيد ترتيب النظام بين توابع موجية مختلفة.
يمكن استغلال هذا السلوك الغريب للتلاعب بالمعلومات الكمومية بطريقة محمية من الأخطاء بشكل ذاتي. كما يمكن لحالات هول الكمومية أيضًا أن تحوي “مسارات ذات اتجاه واحد” لتدفق الشحنات والحرارة عند أطرافها. تكمن أهمية هذه “المسارات” في أن طبيعتها أحادية الاتجاه تقلل بشدة من الانتثار، ما يؤدي بدوره إلى تكميم موصلية هول وغيرها من معاملات النقل.
يرتبط الهيكل التفصيلي لـ “حالات الحافة” هذه ارتباطًا وثيقًا بأنواع الأنيونات التي تظهر، لذلك فإن دراسة التدفقات على طول هذه المسارات ذات الاتجاه الواحد تكشف معلومات عن أنواع الأنيونات الموجودة داخل المادة. لطالما اعتقد الباحثون أن حالة هول الكمومية الجزئية التي تكون فيها v=5/2 المشاهدة في أرسنيد الغاليوم هي غير أبيلية. المشكلة هي أن قياس قيمة v لا يحدد أي حالة تظهر.
في الحقيقة، هناك عدد لا نهائي من حالات هول الكمومية الجزيئية التي لها نفس قيمة v وبالتالي لها نفس موصلية هول، إذ تختلف هذه الحالات عن بعضها بنوع “حالات الحافة” والأنيونات التي تحتويها.
في حالة v=5/2، فإن عمليات المحاكاة الرقمية تشير إلى حالتين محتملتين قد تكونان غير أبيليتين تدعيان (Pfaffian) و (anti-Pfaffian). إحدى الطرق لتمييز الحالات المحتملة التي لها قيمة v ذاتها باعتبار حالات الحواف وكيفية نقلها للحرارة.
والأهم من ذلك، هو إذا كانت قيمة c لا تمثل بعدد صحيح فإن ذلك يشير بشكل لا لبس فيه إلى حالة غير أبيلية. على سبيل المثال، الحالة (Pfaffian) تملك c=7/2 أما الحالة (anti-Pfaffian) فتكون فيها c=3/2.
في تجربتهم المنشورة الشهر الماضي، قام ميتالي بانيرجي وزملاؤه بإجراء أول قياس ل Kxy عند v=5/2 وقد وجدوا أن c فعلًا تساوي نصف عدد صحيح، ما يعتبر إنجازًا في مجال العلوم الأساسية وتطبيقاتها في الحوسبة الكمومية. ولكن، كانت قيمة c التي رصدوها هي 5/2 ما يقترح وجود حالة غير أبيلية مختلفة عن الحالتين السابقتين المتوقعتين نظريًا تدعى PH-Pfaffian.
افترض مورس وزملاؤه ووانغ وزملاؤه أن حالات (Pfaffian) و (anti-Pfaffian) تظهران كما هو متوقع نظريًا ولكن ليس بشكل موحد عبر العينة.
بدلاً من ذلك، تقوم الاختلافات العشوائية بتثبيت حالة (Pfaffian) في بعض المناطق وحالة (anti-Pfaffian) في مناطق أخرى، ما ينتج نوعًا من خليط غير أبيلي. في كل مرة تلتقي فيها حالة (Pfaffian) مع حالة (anti-Pfaffian)، تندمج حالتا الحافة الخاصة بهما تاركةً مسارات ذات اتجاه واحد تسمح بتدفق الحرارة ولكن ليس الشحنة الكهربائية. وبناءً على ذلك، تشكل هذه المناطق غير الأبيلية شبكةً من قنوات الحمل الحراري المعتدلة الشحنة تمتد عبر العينة (كما في الشكل 1).

## اقرأ أيضا
- تأثير هارتمان